# 10.000-meterløb (atletik)
10.000 meter er den længste bane-distance som bliver løbet i atletik i mesterskabssammenhæng.
De fleste atletikudøvere der løber 10.000 meter på bane deltager også i landevejsløb og crossløb.[kilde mangler] 
Definitionen på distancen for henholdsvis baneløb og landevejsløb/cross er 10.000 meter og 10 km.[kilde mangler]
10 kilometer har været en af distancerne i det årlige motionsløb Royal Run.

## Rekorder

### Verdensrekord, kvinder
- Letesenbet Gidey fra Etiopien i tiden 29:01.03 - 8. juni 2021, Hengelo

### Verdensrekord, mænd
- Kenenisa Bekele fra Etiopien i tiden 26:17:53 i 2005.

En uofficiel verdensrekord på 30.50,02 for 14-årige blev sat af danskeren Axel Vang Christensen i 2019.

### Verdensrekord, para, mænd
- Christoffer Vienberg fra Danmark i tiden 32:49.50 i 2019.

### Europarekord, kvinder
- Paula Radcliffe fra England i tiden 30:01.09 i 2002.

### Europarekord, mænd
- Martti Vainio fra Finland i tiden 27:30.99 i 1978.

### Danmarksrekord, kvinder
- Loa Olafsson fra Københavns IF i tiden 31:45.4 i 1978.

### Danmarksrekord, mænd
- Carsten Jørgensen fra Blovstrød Løverne i tiden 27:54.76 i 1998.